# Herrarnas tvåa utan styrman i rodd vid olympiska sommarspelen 2012
Herrarnas tvåa utan styrman i rodd vid olympiska sommarspelen 2012 avgjordes mellan den 28 juli och 3 augusti 2012.

## Medaljörer
| Gren              | Guld                                | Silver                                      | Brons                                    |
| Tvåa utan styrman | Nya Zeeland Eric Murray Hamish Bond | Frankrike Germain Chardin Dorian Mortelette | Storbritannien George Nash William Satch |

## Resultat

### Heat

#### Heat 1
| Placering | Roddare                           | Land        | Tid     | Noteringar |
| --------- | --------------------------------- | ----------- | ------- | ---------- |
| 1         | Eric Murray Hamish Bond           | Nya Zeeland | 6:08,50 | Q (WR)     |
| 2         | Germain Chardin Dorian Mortelette | Frankrike   | 6:17,22 | Q          |
| 3         | Wojciech Gutorski Jarosław Godek  | Polen       | 6:19,98 | Q          |
| 4         | Nenad Beđik Nikola Stojić         | Serbien     | 6:23,87 | R          |
| 5         | Domonkos Széll Béla Simon         | Ungern      | 6:46,18 | R          |

#### Heat 2
| Placering | Roddare                       | Land          | Tid     | Noteringar |
| --------- | ----------------------------- | ------------- | ------- | ---------- |
| 1         | David Calder Scott Frandsen   | Kanada        | 6:23,80 | Q          |
| 2         | James Marburg Brodie Buckland | Australien    | 6:24,83 | Q          |
| 3         | Nanne Sluis Meindert Klem     | Nederländerna | 6:25,59 | Q          |
| 4         | Thomas Peszek Silas Stafford  | USA           | 6:26,59 | R          |

#### Heat 3
| Placering | Roddare                                    | Land           | Tid     | Noteringar |
| --------- | ------------------------------------------ | -------------- | ------- | ---------- |
| 1         | George Nash William Satch                  | Storbritannien | 6:16,58 | Q          |
| 2         | Niccolo Mornati Lorenzo Carboncini         | Italien        | 6:18,33 | Q          |
| 3         | Nikolaos Gkountoulas Apostolos Gkountoulas | Grekland       | 6:21,46 | Q          |
| 4         | Anton Braun Felix Drahotta                 | Tyskland       | 6:30,42 | R          |

### Återkval
| Placering | Roddare                      | Land     | Tid     | Noteringar |
| --------- | ---------------------------- | -------- | ------- | ---------- |
| 1         | Anton Braun Felix Drahotta   | Tyskland | 6:22,76 | Q          |
| 2         | Nenad Beđik Nikola Stojić    | Serbien  | 6:26,61 | Q          |
| 3         | Thomas Peszek Silas Stafford | USA      | 6:27,41 | Q          |
| 4         | Domonkos Széll Béla Simon    | Ungern   | 6:27,88 |            |

### Semifinaler

#### Semifinal 1
| Placering | Roddare                            | Land          | Tid     | Noteringar |
| --------- | ---------------------------------- | ------------- | ------- | ---------- |
| 1         | Eric Murray Hamish Bond            | Nya Zeeland   | 6:48,11 | Q          |
| 2         | Niccolo Mornati Lorenzo Carboncini | Italien       | 6:55,82 | Q          |
| 3         | David Calder Scott Frandsen        | Kanada        | 6:56,47 | Q          |
| 4         | Thomas Peszek Silas Stafford       | USA           | 6:58,58 |            |
| 5         | Anton Braun Felix Drahotta         | Tyskland      | 7:02,16 |            |
| 6         | Nanne Sluis Meindert Klem          | Nederländerna | 7:13,77 |            |

#### Semifinal 2
| Placering | Roddare                                    | Land           | Tid     | Noteringar |
| --------- | ------------------------------------------ | -------------- | ------- | ---------- |
| 1         | George Nash William Satch                  | Storbritannien | 6:56,46 | Q          |
| 2         | Germain Chardin Dorian Mortelette          | Frankrike      | 6:58,67 | Q          |
| 3         | James Marburg Brodie Buckland              | Australien     | 7:02,12 | Q          |
| 4         | Wojciech Gutorski Jarosław Godek           | Polen          | 7:04,58 |            |
| 5         | Nikolaos Gkountoulas Apostolos Gkountoulas | Grekland       | 7:07,15 |            |
| 6         | Nenad Beđik Nikola Stojić                  | Serbien        | 7:07,78 |            |

### Finaler

#### Final B
| Placering | Roddare                                    | Land          | Tid     | Noteringar |
| --------- | ------------------------------------------ | ------------- | ------- | ---------- |
| 1         | Anton Braun Felix Drahotta                 | Tyskland      | 6:49,93 |            |
| 2         | Thomas Peszek Silas Stafford               | USA           | 6:53,30 |            |
| 3         | Nikolaos Gkountoulas Apostolos Gkountoulas | Grekland      | 6:53,69 |            |
| 4         | Wojciech Gutorski Jarosław Godek           | Polen         | 6:56,00 |            |
| 5         | Nanne Sluis Meindert Klem                  | Nederländerna | 7:05,12 |            |
| –         | Nenad Beđik Nikola Stojić                  | Serbien       |         | DNS        |

#### Final A
| Placering | Roddare                            | Land           | Tid     | Noteringar |
| --------- | ---------------------------------- | -------------- | ------- | ---------- |
| 1         | Eric Murray Hamish Bond            | Nya Zeeland    | 6:16,65 |            |
| 2         | Germain Chardin Dorian Mortelette  | Frankrike      | 6:21,11 |            |
| 3         | George Nash William Satch          | Storbritannien | 6:21,77 |            |
| 4         | Niccolo Mornati Lorenzo Carboncini | Italien        | 6:26,17 |            |
| 5         | James Marburg Brodie Buckland      | Australien     | 6:29,28 |            |
| 6         | David Calder Scott Frandsen        | Kanada         | 6:30,49 |            |